# Moulengui-Bindza
Moulengui-Bindza (oder auch Moulengui-Binza) ist eine Kommune und Hauptstadt des gabunischen Departements Mongo innerhalb der Provinz Nyanga im äußersten Süden von Gabun. Mit Stand 2013 wurde die Einwohnerzahl auf 518 bemessen.